# Этумби
Эту́мби (фр. Etoumbi) — населённый пункт в департаменте Западный Кювет на северо-западе Республики Конго. Большинство населения живут охотой в местном лесу.
Этумби — один из очагов недавней[уточнить] вспышки лихорадки эбола, вызванной, как считается, поеданием местным населением мяса павших животных из леса. В 2003 году от вспышки умерли 120 человек. Вспышка, зафиксированная в мае 2005 года, вызвала введение карантина на территории Этумби.